# Галимзјан Хусаинов
Галимзјан Салихович Хусаинов (рус. Галимзян Салихович Хусаинов; 27. јун 1937 — 5. фебруар 2010) био је совјетски фудбалер.

## Биографија
Хусаинов je татарског порекла. Током фудбалске каријере наступао је за Крила Совјетов и Спартак из Москве. Играо је на позицији нападача. За репрезентацију Совјетског Савеза играо 33 пута и постигао 4 гола. Био је учесник Светског првенства у Чилеу 1962 и 1966. у Енглеској. На Европском првенству 1964, састав Совјетског Савеза је освојио сребрну медаљу, Хусаинов је постигао гол за Совјете у финалу али Шпанија је победила са резултатом 2:1.
Заслужни мајстор спорта СССР-а (1967). Био је члан КПСС−а. Преминуо је 5. фебруара 2010. године, сахрањен је на Даниловском гробљу у Москви.

## Успеси
- Европско првенство: друго место 1964.
- Првенство Совјетског Савеза: 1962, 1969.
- Куп Совјетског Савеза: 1963, 1965, 1971.
- Члан клуба Григорија Федотова: 145 голова.